# Médina de Rabat
La médina de Rabat (la vieille ville de Rabat ou ville historique de Rabat) a été inscrite en 2012, par décision de l'UNESCO à Saint-Pétersbourg, sur la liste du patrimoine mondial de l'UNESCO. Le dossier de candidature a été soumis sous le titre : "Rabat, la capitale moderne. La médina : un patrimoine partagé"

## Historique
La date de la première fondation de la ville de Rabat, la capitale du Royaume du Maroc, remonte à l'époque des Almoravides, qui ont établi un ribat fortifié.
Le site de Chellah à Rabat est resté désert du cinquième siècle jusqu'au Xe siècle apr. J.-C., lorsque le site s'est transformé en ribat dans lequel les moudjahidines se sont rassemblés pour affronter les tribus Bergouatas. Cependant, cette période historique reste ambiguë jusqu'à ce que le sultan marinide Abu Yusuf Yaqoub, en 1284 apr. J.-C., prenne le site comme cimetière et y construisit le premier noyau d'un complexe comprenant une mosquée, une maison d'ablution et un dôme dans lequel sa femme, Umm al-Ezz, fut enterrée.
Chellah a reçu une grande attention pendant le règne du sultan Abu Al-Hassan. Son fils, le sultan Abu Inan, a construit l'école au nord de la mosquée, le hammam et le Nazalah, et a décoré les sanctuaires de ses ancêtres avec des dômes ornés qui sont un exemple frappant de l'architecture des Bani Marin.

## Monuments
- Tour Hassan
- Maison du Sultan
- Al Rawazi Skhirat